# Vierville-sur-Mer
Vierville-sur-Mer [vjɛʁvil syʁ mɛʁ] ist ein Dorf und eine Gemeinde im französischen Département Calvados in der Region Normandie mit 232 Einwohnern (Stand: 1. Januar 2022). Die Gemeinde gehört zum Arrondissement Bayeux und zum Kanton Trévières. Die Einwohner werden Viervillais genannt.

## Geografie
Vierville-sur-Mer liegt etwa 23 Kilometer nordwestlich von Bayeux und etwa 42 Kilometer nordnordöstlich von Saint-Lô an der Ärmelkanalküste. Umgeben wird Vierville-sur-Mer von den Nachbargemeinden Saint-Laurent-sur-Mer im Osten und Südosten sowie Formigny La Bataille im Süden und Westen.

## Geschichte

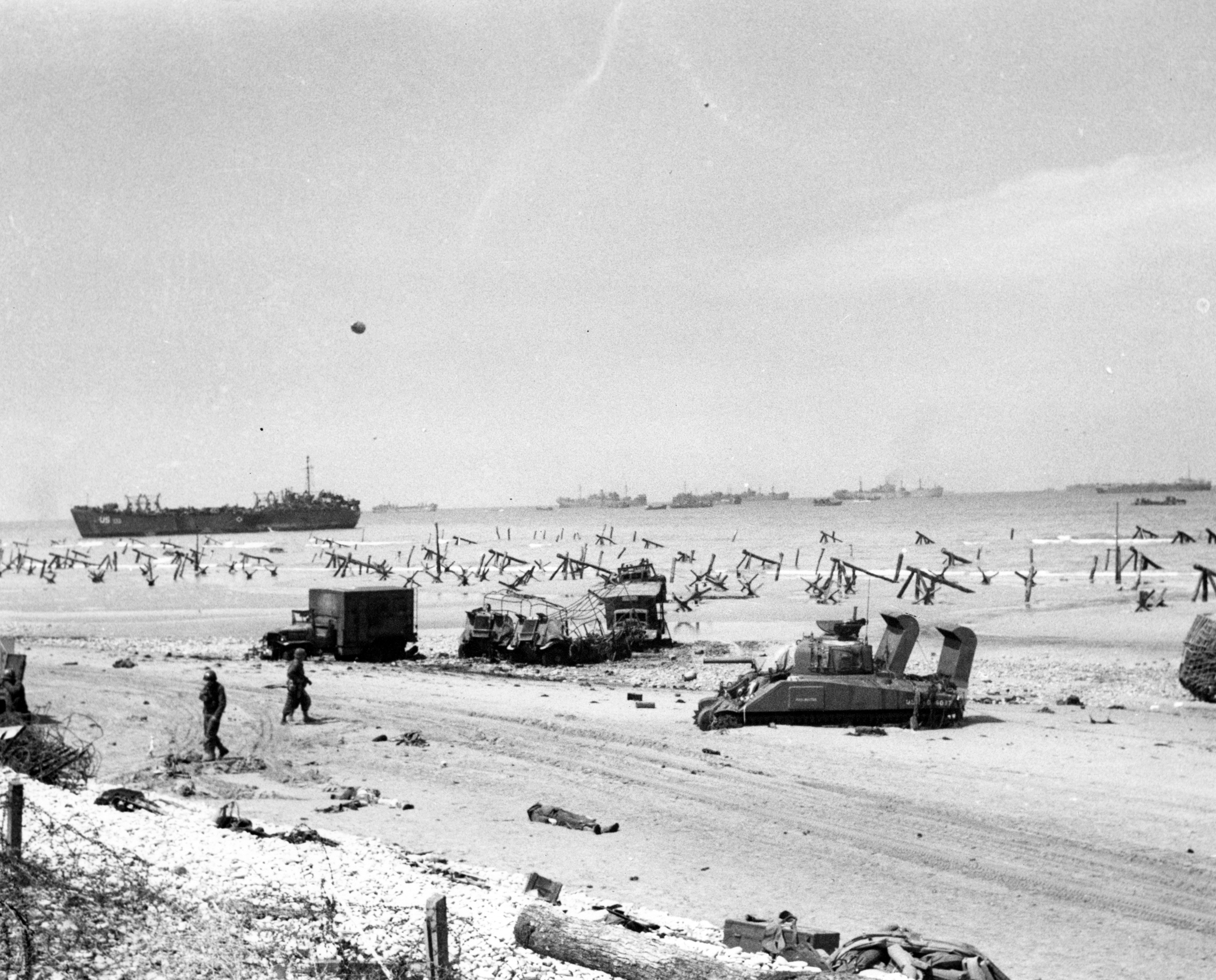
Omaha Beach am Tag der Landung der US-Army (6. Juni 1944)

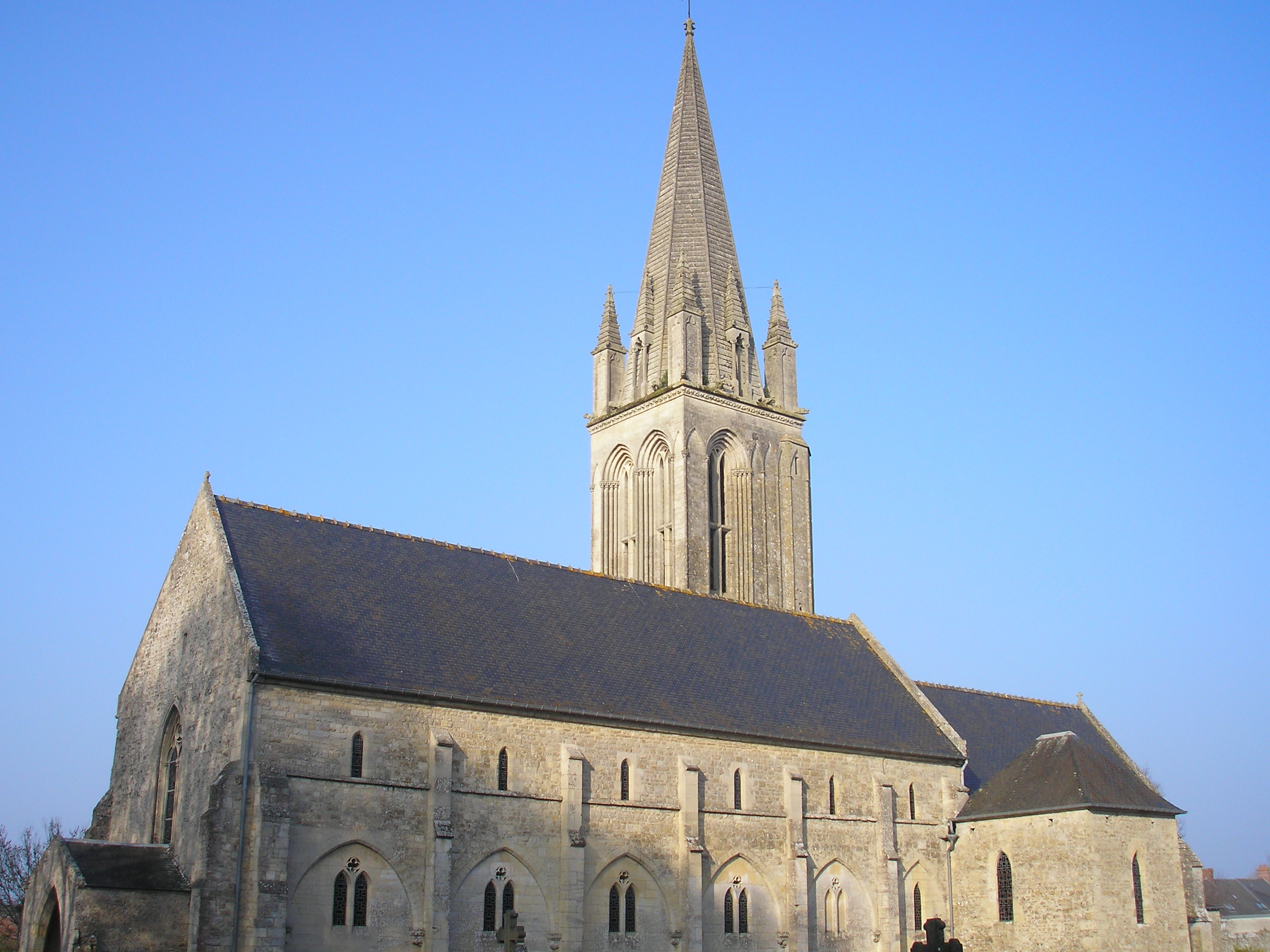
Kirche Saint-André

Die Küste bei Vierville-sur-Mer gehört zum als Omaha Beach bezeichneten Küstenabschnitt zwischen Colleville-sur-Mer und Vierville. Im Zweiten Weltkrieg begann dort am 6. Juni 1944 die Landung der Alliierten in der Normandie (→ Operation Neptune).

## Bevölkerungsentwicklung
| 1962                      | 1968 | 1975 | 1982 | 1990 | 1999 | 2006 | 2013 | 2022 |
| ------------------------- | ---- | ---- | ---- | ---- | ---- | ---- | ---- | ---- |
| 290                       | 265  | 255  | 292  | 256  | 237  | 240  | 251  | 232  |
| Quelle: Cassini und INSEE |      |      |      |      |      |      |      |      |

## Sehenswürdigkeiten
siehe auch: Liste der Monuments historiques in Vierville-sur-Mer
- Kirche Saint-André, seit 1913 Monument historique
- Herrenhaus von Vaumicel, seit 1927 Monument historique
- Schloss Vierville